# Gheltof

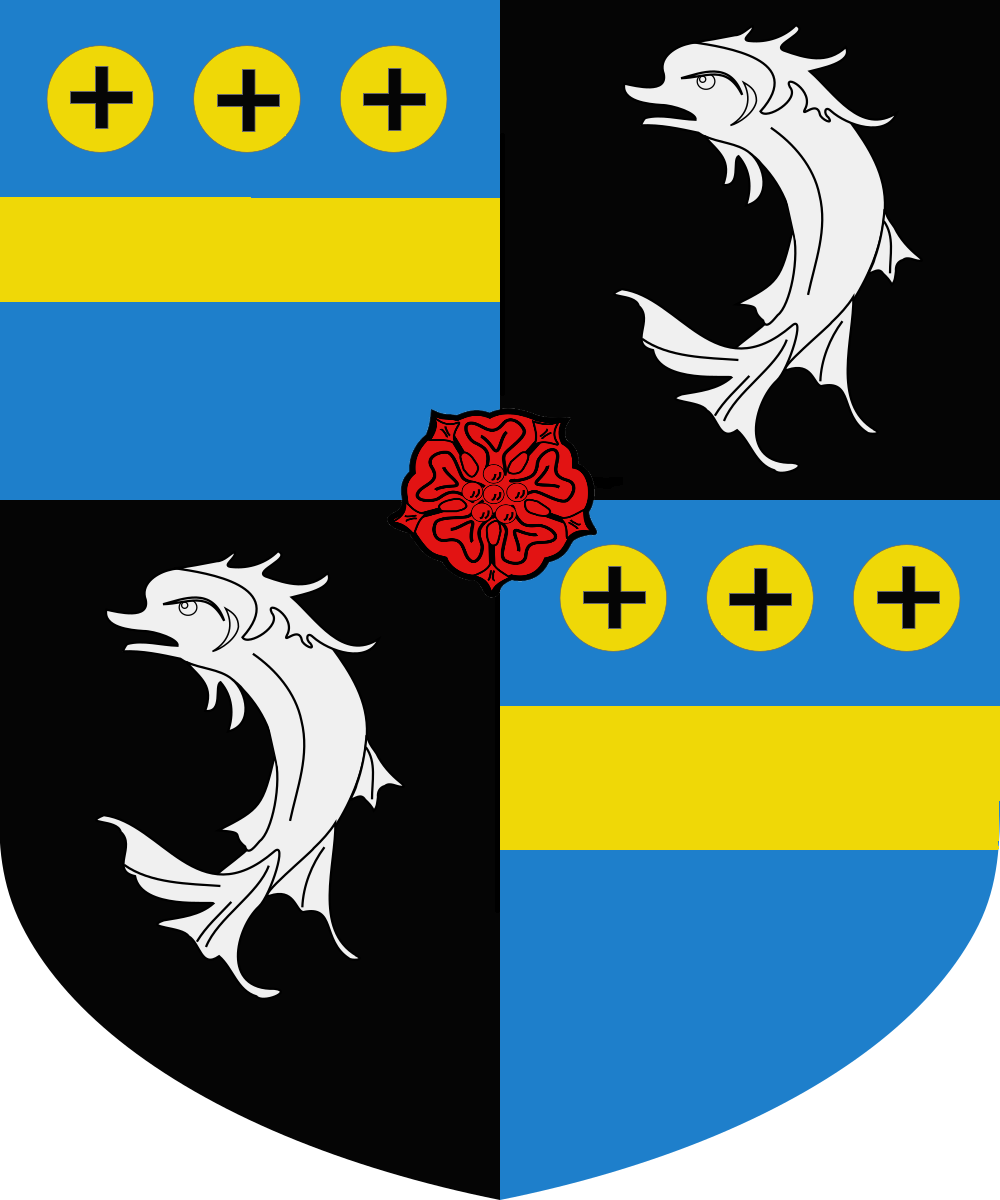
Stemma Gheltof

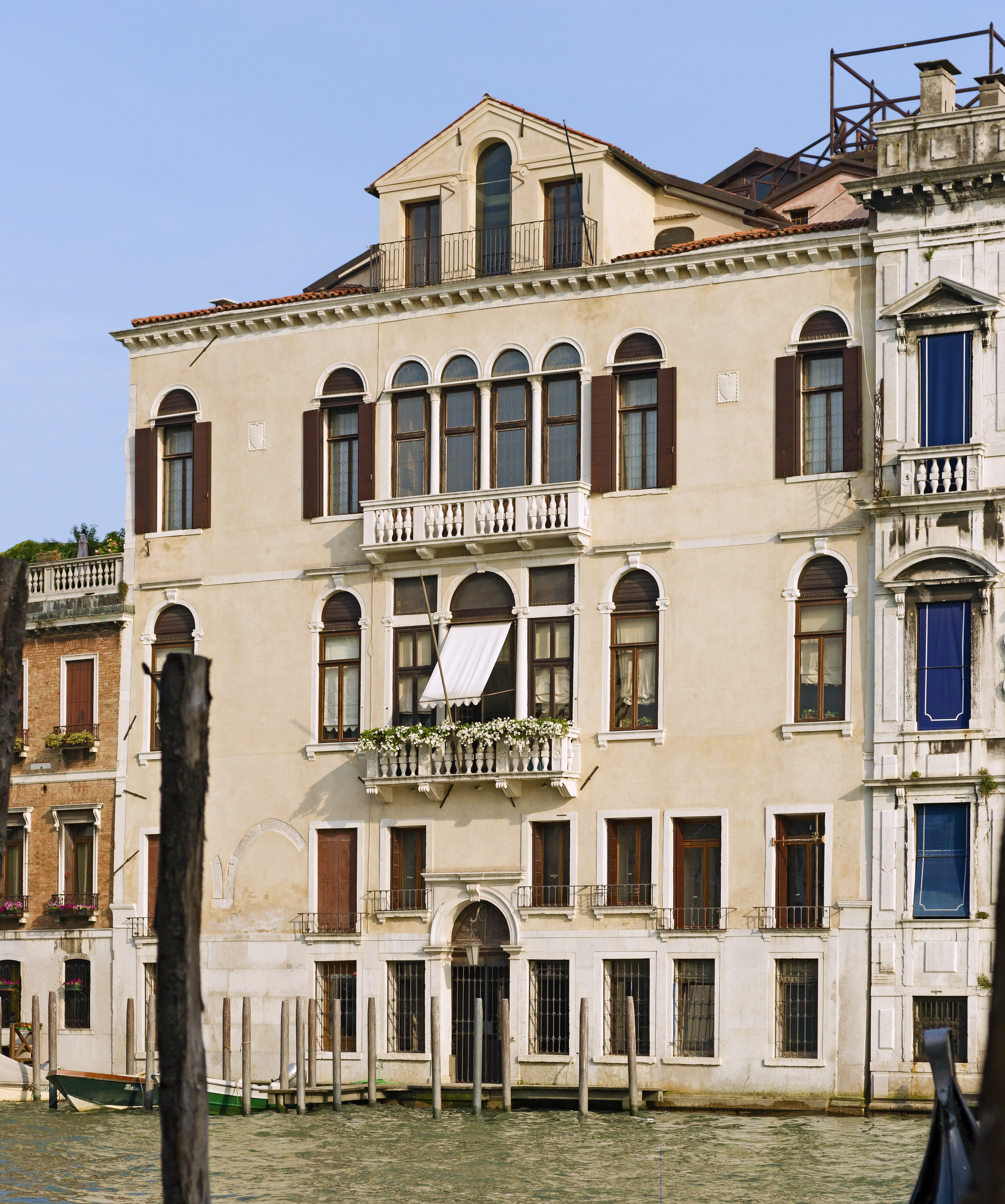
Palazzo Corner Gheltof, sul Canal Grande.

I Gheltof (talvolta anche Gheltoff) furono una famiglia patrizia veneziana, annoverata fra le cosiddette Case fatte per soldo.

## Storia
Il capostipite della casata è individuato in Marin Gheltof (o più probabilmente Geldhof), figlio di Pietro, ricco mercante, proveniente da Anversa al seguito dello zio Andrea Gheltof che si era stabilito a Venezia già da anni. Il giovane Giovan Francesco Auwerex, fiammingo di Anversa, figlio di un sarto, si arruolò come marinaio su una nave del ricco mercante Gheltof, anch'egli originario delle Fiandre, ma residente da lungo tempo a Venezia, dove esercitava il commercio di droghe. Essendosi particolarmente affezionato al giovane, il Gheltof decise di prenderselo in casa, come servitore, e di farlo studiare.
Il ricco Gheltof aveva avuto due figlie da un'amante, che sposò soltanto da vecchio, e, dopo la tragica morte di una delle due, precipitata giù dal balcone del teatro di S. Giovanni Grisostomo, pensava a maritare l'altra, che sarebbe stata erede di tutto il suo patrimonio. Pare che la giovane, proprio per la ricca dote che l'accompagnava, avesse ricevuto varie proposte di matrimonio da parte di alcuni membri del Senato. L'intraprendente Auwerex, tuttavia, giocò d'anticipo e, comprato l'appoggio di un ricco ebreo che godeva di grande credito e fiducia presso il Gheltof, «gli fece il medesimo insinuar il matrimonio della figlia con sé stesso». Convinto della proposta, il Gheltof decise di concedere la mano della figlia all'Auwerex, designandolo erede universale delle proprie ricchezze e del proprio cognome, con le clausole di nobilitare la famiglia, «subito che con due maschi vedesse stabilita la casa».e che tutti i discendenti maschi fossero chiamati col nome di Marino
Fu così che l'Auwerex, sotto il nome di Gheltof, versò 100.000 ducati all'erario pubblico veneziano, a sostegno dello sforzo bellico che la Repubblica stava compiendo in quegli anni contro i Turchi per il controllo della Morea. Il 22 settembre 1697, con 175 voti a favore, 28 contrari e 3 astenuti, il Senato accettò i Gheltof nel novero del patriziato veneto.
Al 1780, questo casato contava un membro del Supremo Tribunale della Quarantia «ed il più nobile Parentado».
Ancora presenti a Venezia nel 1797, anno della caduta della Serenissima, i Gheltof non compaiono, tuttavia, tra le famiglie confermate nobili dal Governo imperiale austriaco.
L'ultimo membro della casata, Francesco Luigi Marino, aggiunse al cognome la particella nobiliare "de". Rimasto senza eredi, dispose che il suo cognome passasse al nipote Domenico, nato da Rosa de Gheltof e Giuseppe Urbani (a sua volta figlio del pittore Andrea Urbani).

## Luoghi e architetture
- Palazzo Corner Gheltof, a San Marco;
- Palazzo Loredan Gheltof, a Cannaregio.

Si ricorda, inoltre, una Calle Gheltof o Loredan, sempre in sestiere Cannaregio.